# Elif Elmas
Elif Elmas, en macedonio: Елиф Елмас; (Skopie, 24 de septiembre de 1999) es un futbolista macedonio. Juega como centrocampista y su equipo es el R. B. Leipzig de la Bundesliga.

## Trayectoria

### F. K. Rabotnički
Elmas comenzó su carrera en las categorías inferiores del F. K. Rabotnički. En 2015 tuvo un breve paso por el S. C. Heerenveen neerlandés. Después regresó al F. K. Rabotnički. En la temporada 2015-16 debutó en la Primera División de Macedonia del Norte, mientras que en la temporada 2016-17 se convirtió en un jugador clave en su club, ya que realizó a lo largo de la temporada 6 goles, siendo una de las sensaciones del campeonato macedonio, y todo a sus 17 años.

### Fenerbahçe S. K.
En julio de 2017 fichó por el Fenerbahçe S. K. de la liga turca. Debutó con su nuevo club el 7 de agosto de 2017 en un partido amistoso contra el Cagliari Calcio italiano.
Debutó de forma oficial con el club turco el 28 de enero de 2018, entrando en el minuto 64, en un partido de la Superliga de Turquía ante el Trabzonspor. Su primer partido como titular se produjo el 31 de enero de 2018 en la Copa de Turquía ante el Giresunspor, en el que además dio una asistencia. El centrocampista anotó cuatro goles en 40 encuentros en el equipo turco.

### S. S. C. Napoli
En la noche del 22 de julio de 2019, el Fenerbahçe comunicó, a través de las redes sociales, que había llegado a un acuerdo para el traspaso de Elmas al S. S. C. Napoli de la Serie A. Debutó con los italianos el 24 de agosto, en la victoria por 3 a 4 de visitante contra la Fiorentina, entrando como suplente de Allan en el minuto 72. El 14 de septiembre jugó su primer partido como titular de local contra la Sampdoria. El 17 de septiembre debutó en la Liga de Campeones ante el Liverpool, ganando el Napoli por 2 a 0. El 3 de febrero de 2020 marcó su primer gol con la camiseta napolitana en el partido de visitante contra la Sampdoria, que acabó 2 a 4 para los azzurri. El 17 de junio de 2020 ganó la Copa Italia, el primer trofeo de su carrera.
En su segunda temporada con los napolitanos optó por cambiar el número de su camiseta, pasando del 12 al 7. El 27 de septiembre de 2020, en la segunda jornada de la Serie A 2020-21, anotó un gol en la victoria por 6 a 0 contra el Genoa. El 20 de enero de 2021 debutó en la Supercopa de Italia contra la Juventus de Turín, en el partido que finalizó 2 a 0 en favor de los bianconeri. Ocho días después, sin embargo, marcó su primer gol en la Copa Italia, durante la victoria por 4 a 2 en los cuartos de final contra el Spezia. Al ser utilizado principalmente como reserva por el entrenador Gennaro Gattuso, Elmas totalizó 44 presencias y 3 goles a lo largo de la temporada.
En la temporada siguiente, con Luciano Spalletti en el banquillo, siguió siendo utilizado con frecuencia como suplente. En la fase de grupos de la Liga Europa marcó 4 goles, incluido el gol de la ventaja momentánea en el partido de local del 30 de septiembre contra el Spartak de Moscú, marcado a los 12 segundos; el tanto del centrocampista macedonio se convirtió en el gol más rápido de un equipo italiano en esa competición. El 9 de diciembre, en el último partido de la fase de grupos contra el Leicester City (3 a 2), marcó su primer doblete con el Napoli, lo que permitió a su equipo ganar el partido y pasar el turno. Diez días después decidió con un gol en el minuto 5 el duelo directo en casa del AC Milan (0-1), valedero para la 18.ª jornada de la Serie A. Terminó su tercer año con la camiseta azzurra con 7 goles en 46 partidos.
El 31 de agosto de 2022, marcó su primer gol de la temporada 2022-23 ante el Lecce (1-1). El 5 de noviembre siguiente anotó el gol decisivo en la victoria por 1 a 2 de visitante contra el Atalanta de Bérgamo, valedera para la 13.ª jornada de la liga. Repitió una semana después, marcando el gol del momentáneo 3 a 0 en el partido en el Diego Armando Maradona contra el Udinese, que terminó 3 a 2 en favor de los napolitanos. El 13 de enero de 2023 marcó el gol del 5-1 definitivo en la victoria de local contra la Juventus, valedera para la fecha 18 de la Serie A. El 4 de mayo de 2023, ganó el primer Scudetto de su carrera.

## Selección nacional
Fue internacional con la selección de fútbol de Macedonia del Norte sub-17, sub-19 y sub-21. En 2017 fue convocado con la selección sub-21 para disputar la Eurocopa Sub-21 de 2017. En su debut, Macedonia del Norte cayó derrotada por 5-0 ante España, con un destacado Marco Asensio que marcó un triplete.
Con la selección absoluta debutó el 11 de junio de 2017 en un partido de clasificación para el Mundial 2018 frente a España.
El 31 de marzo de 2021 marcó el gol decisivo para la histórica victoria de su selección por 1-2 frente a Alemania en Duisburgo.

## Estadísticas

### Clubes
Actualizado al último partido disputado el 25 de mayo de 2025.
| Club                                                                              | Div.          | Temporada     | Liga  | Liga  | Copas nacionales | Copas nacionales | Copas internacionales(1) | Copas internacionales(1) | Total | Total | Media goleadora |
| Club                                                                              | Div.          | Temporada     | Part. | Goles | Part.            | Goles            | Part.                    | Goles                    | Part. | Goles | Media goleadora |
| --------------------------------------------------------------------------------- | ------------- | ------------- | ----- | ----- | ---------------- | ---------------- | ------------------------ | ------------------------ | ----- | ----- | --------------- |
| F. K. Rabotnički Macedonia del Norte                                              | 1.ª           | 2015-16       | 11    | 1     | 0                | 0                | ―                        | ―                        | 11    | 1     | 0.09            |
| F. K. Rabotnički Macedonia del Norte                                              | 1.ª           | 2016-17       | 33    | 6     | 0                | 0                | 2                        | 1                        | 35    | 7     | 0.2             |
| F. K. Rabotnički Macedonia del Norte                                              | Total club    | Total club    | 44    | 7     | 0                | 0                | 2                        | 1                        | 46    | 8     | 0.17            |
| Fenerbahçe S. K. Turquía                                                          | 1.ª           | 2017-18       | 5     | 0     | 2                | 0                | 0                        | 0                        | 7     | 0     | 0               |
| Fenerbahçe S. K. Turquía                                                          | 1.ª           | 2018-19       | 29    | 4     | 2                | 0                | 9                        | 0                        | 40    | 4     | 0.1             |
| Fenerbahçe S. K. Turquía                                                          | Total club    | Total club    | 34    | 4     | 4                | 0                | 9                        | 0                        | 47    | 4     | 0.09            |
| S. S. C. Napoli · Italia                                                          | 1.ª           | 2019-20       | 26    | 1     | 5                | 0                | 5                        | 0                        | 36    | 1     | 0.03            |
| S. S. C. Napoli · Italia                                                          | 1.ª           | 2020-21       | 33    | 2     | 5                | 1                | 6                        | 0                        | 44    | 3     | 0.07            |
| S. S. C. Napoli · Italia                                                          | 1.ª           | 2021-22       | 37    | 3     | 1                | 0                | 8                        | 4                        | 46    | 7     | 0.15            |
| S. S. C. Napoli · Italia                                                          | 1.ª           | 2022-23       | 36    | 6     | 1                | 0                | 10                       | 0                        | 47    | 6     | 0.13            |
| S. S. C. Napoli · Italia                                                          | 1.ª           | 2023-24       | 11    | 2     | 0                | 0                | 5                        | 0                        | 16    | 2     | 0.13            |
| S. S. C. Napoli · Italia                                                          | Total club    | Total club    | 143   | 14    | 12               | 1                | 34                       | 4                        | 189   | 19    | 0.1             |
| R. B. Leipzig · Alemania                                                          | 1.ª           | 2023-24       | 14    | 0     | ―                | ―                | 2                        | 0                        | 16    | 0     | 0               |
| R. B. Leipzig · Alemania                                                          | 1.ª           | 2024-25       | 2     | 0     | 1                | 0                | 3                        | 0                        | 6     | 0     | 0               |
| R. B. Leipzig · Alemania                                                          | Total club    | Total club    | 16    | 0     | 1                | 0                | 5                        | 0                        | 22    | 0     | 0               |
| Torino F. C. · Italia                                                             | 1.ª           | 2024-25       | 13    | 4     | ―                | ―                | ―                        | ―                        | 13    | 4     | 0.31            |
| Torino F. C. · Italia                                                             | Total club    | Total club    | 13    | 4     | 0                | 0                | 0                        | 0                        | 13    | 4     | 0.31            |
| Total carrera                                                                     | Total carrera | Total carrera | 250   | 29    | 17               | 1                | 50                       | 5                        | 317   | 35    | 0.11            |
| (1) Incluye datos de la Liga Europa de la UEFA y la Liga de Campeones de la UEFA. |               |               |       |       |                  |                  |                          |                          |       |       |                 |

## Palmarés

### Campeonatos nacionales
| Título      | Club            | País   | Año  |
| ----------- | --------------- | ------ | ---- |
| Copa Italia | S. S. C. Napoli | Italia | 2020 |
| Serie A     | S. S. C. Napoli | Italia | 2023 |